# Holland: Natuur in de Delta
Holland: Natuur in de Delta is een Nederlandse natuurfilm uit 2015, geregisseerd door Mark Verkerk. 
In de film worden beelden vertoond van de Nederlandse wateren, waaronder het gehele Nederlandse zee- en rivierengebied. De scènes die het leven van de dieren in Nederland laten zien, tonen onder meer de bever, haas, ooievaar, ringslang, snoekbaars, stekelbaars, zeearend en het pimpernelblauwtje, een vlinder die bijna was uitgestorven.

## Achtergrond
Regisseur Mark Verkerk en producent Ton Okkerse maakten eerder de natuurfilm De Nieuwe Wildernis. De opnamen van deze vervolgfilm – door vijftien camerateams – namen bijna twee jaar in beslag en vonden plaats in onder andere het rivieroeverreservaat de Blauwe Kamer tussen de provincies Utrecht en Gelderland, de Biesbosch op de grens van de provincies Noord-Brabant en Zuid-Holland en het Noord-Limburgse natuurgebied het Schuitwater. De stemmen in de film zijn van Bram van der Vlugt en Carice van Houten. De filmmuziek werd gecomponeerd door Bob Zimmerman en uitgevoerd door het Metropole Orkest. De titelsong I Am the Water werd gezongen door Waylon. De film ontving op NU.nl een beoordeling van drie sterren.